# Limaformosa crossi
Limaformosa crossi är en ormart som beskrevs av BOULENGER 1895. Limaformosa crossi ingår i släktet Limaformosa och familjen snokar. Inga underarter finns listade i Catalogue of Life.
Arten förekommer i västra och centrala Afrika från Senegal till Centralafrikanska republiken. Honor lägger ägg.